# Campanha Ocidental (tiểu vùng)
Campanha Ocidental là một tiểu vùng thuộc bang Rio Grande do Sul, Brasil. Tiều vùng này có diện tích 31125 km², dân số năm 2007 là 379837 người.